# Mahura accola
Mahura accola är en spindelart som beskrevs av Forster och Wilton 1973. Mahura accola ingår i släktet Mahura och familjen trattspindlar. Inga underarter finns listade i Catalogue of Life.